# 斯潘塞冰原島峰
85°21′S 122°11′W / 85.350°S 122.183°W
斯潘塞冰原島峰（英語：Spencer Nunatak）是南極洲的冰原島峰，位於瑪麗伯德地，屬於霍利克山脈的一部分，美國地質調查局根據測量和該國海軍的空中照片繪入地圖，現時由南極條約體系管理。